# 스즈미야 하루히의 혼합
《스즈미야 하루히의 혼합 ~TV애니메이션 《스즈미야 하루히의 우울》 극중 가집 싱글~》(涼宮ハルヒの詰合 〜TVアニメ〈涼宮ハルヒの憂鬱〉劇中歌集シングル〜)은 2006년 란티스가 발매한 TV 애니메이션 《스즈미야 하루히의 우울》의 삽입곡을 수록한 싱글이다. 오리콘 주간 싱글차트 5위, 연간 차트 106위라는 높은 순위를 차지했다.

## 수록곡
1. 《God Knows...》 (4:39) 
노래 : 스즈미야 하루히 (히라노 아야)
2. 《Lost my music》 (4:17)
노래 : 스즈미야 하루히 (히라노 아야)
3. 《사랑의 미쿠루 전설》 (恋のミクル伝説) (3:21)
노래 : 아사히나 미쿠루 (고토 유코)

## 각곡 개요

### God Knows... /  Lost my music
이 두 곡은 애니메이션 《스즈미야 하루히의 우울》 제 12화 〈라이브 얼라이브〉에서 스즈미야 하루히가 극중에서 실제로 부르는 노래로 사용되었다. 그 직후에 CD를 발매한 것이 오리콘 등의 랭킹차트에서 상위권에 진입할 수 있는 계기가 되었다. 극중에서는 하루히의 독창이었지만 CD에는 코러스가 들어가 있다.

### 사랑의 미쿠루 전설
《스즈미야 하루히의 우울》 제 1화는 SOS단 자체제작영화 〈아사히나 미쿠루의 모험 Episode 00〉을 방영하는 형식이었고, 다른 방영분과는 달리 이 곡을 오프닝으로 사용했다.
이 곡은 한 박자 늦는 도입부, 음정 부조화, 이상한 코드진행, 뒤떨어진 효과음, 무의미한 가사 등 일반인이 생각해낼만한 요소를 모두 집어넣은 노래이다. 애초에 이런 요소를 전부 포함한 다음 억지로 노래를 부르는 듯한 느낌을 표현한 아사히나 미쿠루의 목소리가 그 효과를 더하고 있다(노래 도입부분에서 한 박자 늦게 부르는 부분이 있는데, 성우 고토 유코는 그 부분은 아무런 반주 없이 따로 녹음한 것이기 때문에 반주와 같이 부를 때는 재연할 수 없다고 한다). 극중에서는 스즈미야 하루히가 작사·작곡했다는 설정이다. 
DVD 스즈미야 하루히의 우울 아사히나 미쿠루의 모험 Episode 00 한정판 특전 사운드트랙 CD에 TV사이즈 버전이 수록되어 있다. (KABA-1501, 2006년 6월 23일 발매)